# 蓬图斯·达尔贝里
蓬图斯·达尔贝里（瑞典語：Pontus Dahlberg，1997年1月21日—），瑞典足球運動員。現效力於瑞典足球超级联赛俱乐部哥登堡，在場上的位置是守門員。他也代表瑞典U21國家隊參賽，並參加了2017年歐洲U21足球錦標賽。

## 外部連結
- SvFF profile （页面存档备份，存于）
- IFK Göteborg profile （页面存档备份，存于）